# Jornal Nacional
Jornal Nacional er et brasiliansk Emmy-prisvindende primetime-nyhedsprogram, der bliver sendt på TV Globo siden 1. september 1969. Det var det første nyhedsprogram, der blev sendt direkte af et tv-netværk i hele Brasilien.